# 종합격투기의 체급
종합격투기의 체급은 종합격투기 스포츠에 관련된 체급의 종류이다.

## 종합격투기의 통합규칙
미국 주 정부가 제재하기 전 체육위원회의 승인없이 경기가 열렸으므로 체중 등급은 의무적이지 않았다. 예를 들어, UFC에서는 UFC 12 대회에서 2 개의 중량급을 도입했다. 200 lb (91 kg) 이상의 헤비급과 200 lb (91 kg) 미만의 라이트급이 그것이다. 체중 구분은 그 후 여러 해 동안 많은 변화를 겪었지만, 체육위원회가 종합격투기를 감독하기 시작한 후 자체 체급을 자율적으로 결정할 수 있는 능력은 결국 사라졌다.
2000년, 종합격투기 통합규칙은 뉴저지주 체육위원회에 의해 성문화되었다. 캘리포니아주 체육위원회는 규정을 위해 광범위하게 노력해 왔으나,  그 과정을 둘러싼 정부 현안 때문에 종합격투기에 대한 승인은 이행되지 않았다. 2005년, 캘리포니아는 5년 전에 궁리한 룰셋을 사용해 종합격투기를 공식적으로 승인했다.
그 이후로, 통일성을 구축하기 위해, 종합격투기를 승인하는 미국의 모든 주 위원회는 이러한 규칙을 기존의 비무장 전투 경기 규칙 및 법령에 동화시켰다. 종합격투기 경기를 정부가 허가한 장소에서 개최하기 위해서는, 해당 프로모션이 반드시 주 체육위원회의 체급 제한 규정을 따라야 한다. 통합규칙은 종합격투기에서 14개의 다른 체중 등급에 대한 제한을 규정하고 있다. 모든 정의와 측정은 lb(파운드)가 기준이 된다. 스트로급 부문은 2015년에 추가되었다.

### 체중 등급
| 체급         | 체중 상한          |
| ------------ | ------------------ |
| 스트로급     | 115 lb (52.2 kg)   |
| 플라이급     | 125 lb (56.7 kg)   |
| 밴텀급       | 135 lb (61.2 kg)   |
| 페더급       | 145 lb (65.8 kg)   |
| 라이트급     | 155 lb (70.3 kg)   |
| 슈퍼라이트급 | 162.5 lb (73.7 kg) |
| 웰터급       | 170 lb (77.1 kg)   |
| 슈퍼웰터급   | 177.5 lb (80.5 kg) |
| 미들급       | 185 lb (83.9 kg)   |
| 슈퍼미들급   | 195 lb (88.5 kg)   |
| 라이트헤비급 | 205 lb (93.0 kg)   |
| 크루저급     | 225 lb (102.1 kg)  |
| 헤비급       | 265 lb (120.2 kg)  |
| 슈퍼헤비급   | 해당 없음          |

## 미국 이외 지역
케이지 레이지 등의 유럽 단체와 로드 FC · 판크라스 · 라이진 FF · 딥 · ZST 등의 아시아 단체에서 이에 준하는 규칙을 사용하고 있다.
체중 제한 규정에 관한 주법이나 정부법이 없기 때문에 미국을 제외한 다른 국가의 단체는 체중 차이에 대해 거의 고려하지 않고 시합을 잡을 수 있다. 그러나 점점 더 경쟁이 치열해지는 스포츠의 특성으로 인해 표준 체중 등급을 유지하는 것이 모든 경쟁자에게 공정하고 표준적으로 보여지기 때문에 일반적으로 통합 규칙을 기반으로 프로모션 자체적으로 체중 제한을 설정하고 있다.

## 여성부
여성 MMA의 체중 제한은 주로 통합규칙의 제한 규정을 따르지만 여성 선수권을 인정하는 단체의 여자부 체급은 대개 하위 체급에 한한다. 예를 들어, UFC는 스트로급, 플라이급, 밴텀급 및 페더급 선수권에서 여성의 타이틀을 인정한다. 여성 선수권을 인정하는 몇몇 단체는 자체적으로 48kg (105 파운드) 이하의 체중 제한을 갖는 별도의 아톰급을 승인한다.